# Money Maker
„Money Maker“ je úvodní singl amerického rappera Ludacrise z jeho pátého alba Release Therapy. Píseň byla vydána jako druhý singl z alba 17. července 2006. Na první pozici v žebříčku Billboard Hot 100 se udržel dva týdny. Také byla oceněna cenou Grammy za nejlepší rapovou píseň roku.

## O písni
Ludacris se inspiroval písní "Shake Your Moneymaker" od zpěváka Elmora Jamese. Produkci obstaralo duo producentů The Neptunes, v kterém tvoří i Pharrell, který se na písni podílel také jako spoluautor textu a zpěvák refrénu.
Jde o jeho druhý sólo "number-one" hit. Prvním byla roku 2003 píseň "Stand Up".
Píseň vznikala ve studiu Chalice Recording Studios v Los Angeles, stát Kalifornie.
Na vrchol americké hitparády se vyšplhala 28. října 2006 a setrvala tam dva týdny.

## Mezinárodní žebříčky
| Země                    | Umístění |
| ----------------------- | -------- |
| Německo (Media Control) | 86       |
| US Hot 100              | 1        |
| US Hip Hop              | 1        |
| US Rap                  | 1        |

| "SexyBack" od Justin Timberlake | "Money Maker" US Billboard Hot 100 #1 hity 28. října ~ 10. listopadu 2006 | "My Love" od Justin Timberlake ft. T.I. |